# 1411 Brauna
1411 Brauna eller 1937 AM är en asteroid i huvudbältet, som upptäcktes 8 januari 1937 av den tyske astronomen Karl Wilhelm Reinmuth i Heidelberg. Den har fått sitt namn efter den tyske astronomen Heinrich Vogts fru, Margret Braun. Även asteroiden 1410 Margret är uppkallad efter henne.
Asteroiden har en diameter på ungefär 28 kilometer.